# Royal Sovereign (Schiff, 1787)
Die Royal Sovereign, auch HMS Royal Sovereign, war ein 100-Kanonen-Linienschiff (Dreidecker) 1. Ranges der britischen Royal Navy, das von 1787 bis 1841 in Dienst stand.

## Geschichte

### Bau
Die Royal Sovereign wurde am 3. Februar 1772 bestellt und von John Williams, dem Surveyor of the Navy, entworfen. Sie wurde am 17. Januar 1774 auf der Marinewerft in Plymouth auf Kiel gelegt am 11. September 1786 vom Stapel gelassen und im Oktober 1787 in Dienst gestellt. Die Baukosten betrugen 67.458 Pfund. Nach mehreren Wochen auf See, in denen die Seetauglichkeit getestet wurde, wurde sie am 10. Dezember wegen nichtbedarfs abgemustert.

### Einsatzgeschichte
Am 19. Mai 1790 wurde das Schiff unter wieder in den aktiven Dienst genommen und am 4. Dezember in Plymouth abgemustert.
Am 16. Juni 1795 war die Royal Sovereign das Flaggschiff von Vizeadmiral William Cornwallis während der unter dem Namen Cornwallis’ Rückzug bekannt gewordenen Aktion.
In der Seeschlacht von Trafalgar, als Flaggschiff von Vizeadmiral Collingwood, war es das erste Schiff, das in die Kämpfe verwickelt wurde. Es führte eine Linie von Kriegsschiffen an. Die Victory unter Vizeadmiral Horatio Nelson stand an der Spitze der anderen Kampflinie.
Da die Kupferbeschläge des Schiffs kurz vor der Schlacht erneuert worden waren, waren seine Segeleigenschaften in der leichten Brise besser als bei anderen Schiffen, so dass es schneller lief und weit voraus fuhr. Zunächst durchbrach es also allein die spanische Linie und begann ein Gefecht mit dem spanischen Dreidecker Santa Ana. Nelson wies auf die Royal Sovereign und rief aus: Seht, wie dieser edle Kamerad Collingwood sein Schiff in den Kampf führt!
Etwa zur gleichen Zeit soll Collingwood zu seinem Kapitän gesagt haben: Was würde Nelson dafür geben, hier zu sein?
Obwohl das Schiff praktisch zum Wrack geschossen wurde, zwang es die Santa Ana, die Flagge zu streichen. Durch die Ankunft der übrigen britischen Schiffe seiner Kampflinie konnte es gerettet werden. Nach diesem ereignisreichen Schiffsleben wurde die Royal Sovereign repariert und machte fortan Hafendienst in Plymouth, wo sie als Empfangsschiff eingesetzt wurde.
Am 17. August 1825 wurde das Schiff in HMS Captain umbenannt. Im Juni 1826 war es nur noch eine Hulk, es wurde schließlich in Plymouth bis zum 28. August 1841 abgewrackt. Vier seiner Kanonen blieben erhalten und sind Teil des Collingwood-Denkmals in Tynemouth.

## Technische Beschreibung
Die Royal Sovereign war als Batterieschiff mit drei durchgehenden Geschützdecks konzipiert und hatte eine Länge von 55,79 Metern (Geschützdeck) bzw. 45,72 Metern (Kiel), eine Breite von 15,86 Meter und einen Tiefgang von 6,72 Metern bei einer Verdrängung von 2.175 tons (bm). Sie war ein Rahsegler mit drei Masten (Fockmast, Großmast und Kreuzmast). Der Rumpf schloss im Heckbereich mit einem Heckspiegel, in den zwei Galerien integriert waren, die in die seitlich angebrachten Seitengalerien mündeten.
Die Besatzung hatte eine Stärke von 850 Mann. Die Bewaffnung bestand bei Indienststellung aus 100 Kanonen.
|        | Unteres Batteriedeck | Mittleres Batteriedeck | Oberes Batteriedeck | Backdeck       | Achterdeck      | Kanonen (Geschossgewicht) |
| ------ | -------------------- | ---------------------- | ------------------- | -------------- | --------------- | ------------------------- |
| Design | 28 × 42-Pfünder      | 28 × 24-Pfünder        | 30 × 12-Pfünder     | 4 × 12-Pfünder | 10 × 12-Pfünder | 100 Kanonen (538,758 kg)  |
| 1793   | 28 × 32-Pfünder      | 28 × 24-Pfünder        | 30 × 12-Pfünder     | 4 × 12-Pfünder | 10 × 12-Pfünder | 100 Kanonen (475,268 kg)  |